# Egg nog

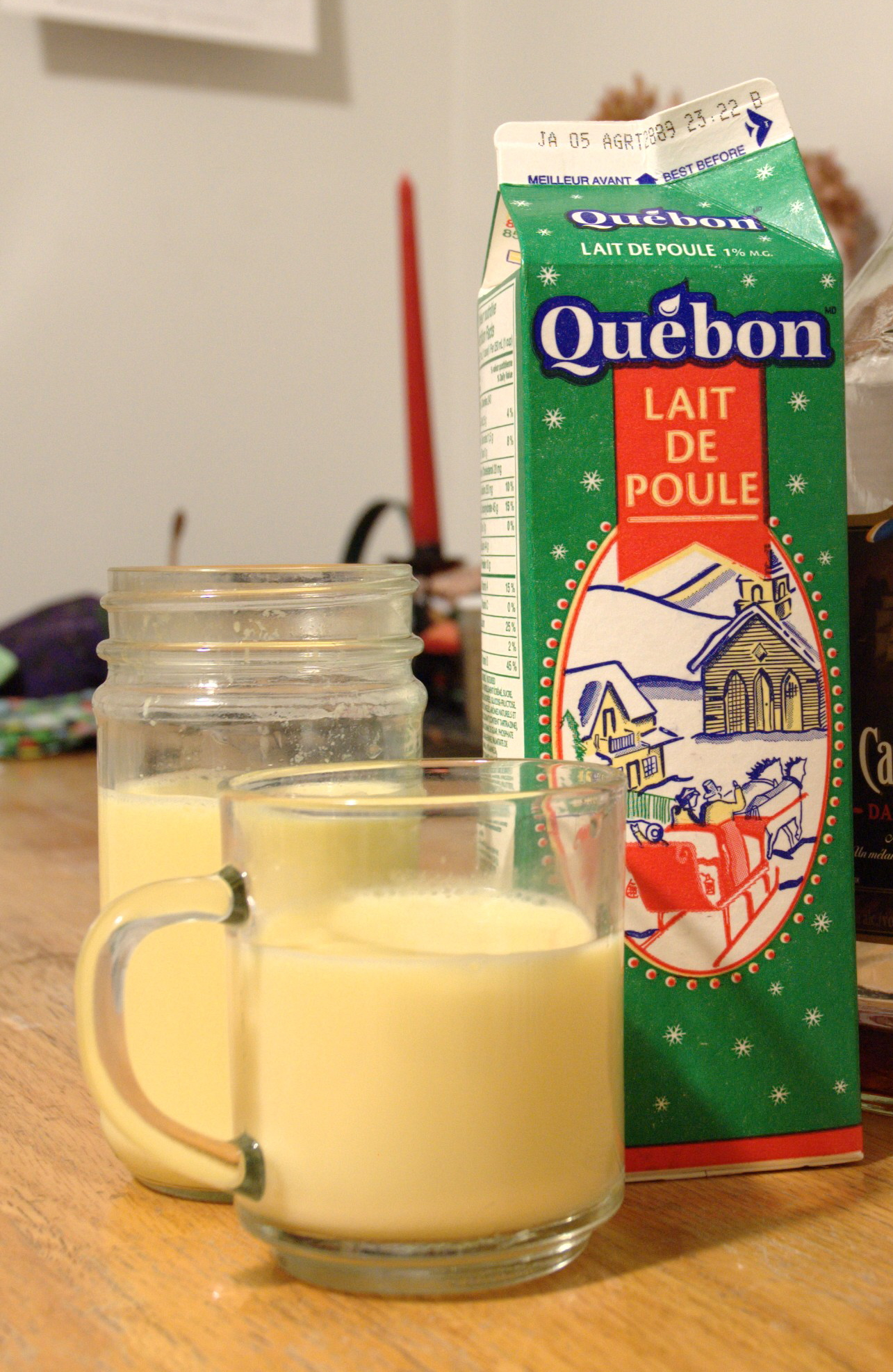
Francuska wersja napoju – lait de poule (dosł. „kurze mleko”)

Egg nog (ang. eggnog, egg-nog) – słodki napój na bazie surowych żółtek jaj kurzych (ewentualnie całych jaj) i mleka (na Karaibach może to być mleczko kokosowe) z dodatkiem wanilii, cynamonu, miodu oraz świeżo startej gałki muszkatołowej. Często podawany jako alkoholowy (rodzaj ponczu); zazwyczaj serwowany silnie schłodzony, lecz także na gorąco (wtedy przyrządzony ze składników wymieszanych bez mleka, z późniejszym dodaniem wrzącego mleka). 

## Historia
W smaku przypominający nieco ajerkoniak, znany jest od XVII wieku. Bazą alkoholową może być rum, brandy lub whisky. Popularny w Stanach Zjednoczonych, obu Amerykach i w części Europy. Jest elementem stołu wigilijnego. Własną wersję tego napoju opracował m.in. George Washington. W fazie przygotowania można zrezygnować z dodania alkoholu – wówczas jest też odpowiedni dla dzieci. 

## Odmiany
Odmiany egg nog:
| Nazwa odmiany | Składniki                                                                                              | Podawanie                                                                        | Barwa               |
| ------------- | --- | -------------------------------------------------------------------------------- | ------------------- |
| Pomarańczowy  | lód, Cointreau, syrop pomarańczowy, mleko, słodka śmietanka, jajko, miniaturowa pomarańcza             | wysoka szklanka, przybranie plasterkiem pomarańczy                               | jasnopomarańczowa   |
| Grand         | lód, koniak, Grand Marinier, słodka śmietanka, mleko, syrop cukrowy, żółtko, plasterek pomarańczy      | wysoka szklanka, przybranie plasterkiem pomarańczy                               | karmelowa           |
| Breakfast     | lód, koniak, Curaçao blue, mleko, syrop cukrowy, jajko                                                 | wysoka szklanka, słomka                                                          | zielonkawa          |
| Baltimore     | lód, madera, koniak, ciemny rum, syrop cukrowy, jajko, mleko, gałka muszkatołowa                       | wysoka szklanka, posypane mieloną gałką muszkatołową                             | kość słoniowa       |
| Rumowy        | lód, ciemny rum, likier kawowy, słodka śmietanka, mleko, syrop cukrowy, żółtko                         | wysoka szklanka                                                                  | pomarańczowo-beżowa |
| Świąteczny    | lod, burbon, biały rum, syrop cukrowy, mleko, jajko, gałka muszkatołowa                                | wysoka szklanka, posypane mieloną gałką muszkatołową                             | beżowa              |
| Drambuie      | lód, szkocka whisky, Drambuie, miód, jajko, mleko, gałka muszkatołowa                                  | wysoka szklanka, posypane mieloną gałką muszkatołową                             | kremowa             |
| Tennessee     | burbon, jajka, brandy, ciemny rum, słodka śmietanka, mleko, cukier, gałka muszkatołowa                 | wysoka szklanka, pianka z ubitych białek, posypane mieloną gałką muszkatołową    | kremowa             |
| Jeżynowy      | lód, likier jeżynowy, czerwone wino, słodka śmietanka, mleko, jajko, syrop cukrowy, gałązka jeżyn      | wysoka szklanka, przybrane gałązka jeżyn                                         | brązowo-rubinowy    |
| Virginia      | jajka, cukier, burbon, rum jamajski, brandy brzoskwiniowe, słodka śmietanka, mleko, gałka muszkatołowa | wysoka szklanka, pianka z ubitych białek, posypane mieloną gałką muszkatołową    | kremowa             |
| Nashville     | brandy, rum jamajski, burbon, dowolny likier, jajka, goździki, gałka muszkatołowa                      | kubek, pianka z ubitych białek, posypane goździkami i mieloną gałką muszkatołową |                     |